# Negativ frihed
 Denne artikel bør gennemlæses af en person med fagkendskab for at sikre den faglige korrekthed.

Negativ frihed er et filosofisk koncept som betegner et individs frihed fra at blive underlagt andres autoritet. I denne forstand opfattes man som fri i det omfang ingen andre blander sig i ens aktiviteter. Ifølge Thomas Hobbes: "a free man is he that... is not hindered to do what he hath the will to do." ("en fri mand er én der ikke er forhindret i at gøre det han vil gøre").
Distinktionen mellem negativ og positiv frihed blev klarlagt af Isaiah Berlin i hans skrift Two Concepts of Liberty. Ifølge Berlin er denne distinktion en integreret del af den politiske tradition: Idéen om negativ frihed forbindes med klassiske britiske filosoffer som John Locke, Thomas Hobbes og Adam Smith, mens positiv frihed forbindes med kontinentale europæiske tænkere som Georg Wilhelm Friedrich Hegel, Jean-Jacques Rousseau, Johann Gottfried Herder og Karl Marx.
Idéen om negativ frihed har flere bemærkelsesværdige aspekter. For det første definerer negativ frihed et område eller en "zone" af frihed. Med Berlins ord: 
| „ | Liberty in the negative sense involves an answer to the question 'What is the area within which the subject – a person or group of persons – is or should be left to do or be what he is able to do or be, without interference by other persons.' ("frihed i negativ forstand giver et svar på spørgsmålet 'på hvilke områder kan subjektet – en person eller en gruppe af personer – gøre eller være, hvad denne evner at gøre eller være, uden indblanding fra andre'"). | “ |

Visse filosoffer har accepteret hovedpointen at frihed definerer den "zone" hvor man kan handle uhindret af andre, omend uenige i omfanget af denne "zone". For det andet skyldes de pålagte begrænsninger (af handlefrihed) en anden person eller andre personer, ikke naturlige begrænsninger mangel på midler eller evner. Claude Adrien Helvétius udtrykte denne pointe klart: 
| „ | The free man is the man who is not in irons, nor imprisoned in a gaol, nor terrorized like a slave by the fear of punishment... it is not lack of freedom not to fly like an eagle or swim like a whale. ("Det frie menneske er en der ikke er lænket, indespærret eller terroriseret som en slave af frygten for afstraffelse... det er ikke mangel på frihed ikke at kunne flyve som en ørn eller svømme som en hval"). | “ |

Opdelingen i positive og negative friheder opfattes som vildledende af politiske filosoffer i de socialistiske, socialdemokratiske, libertariansk-socialistiske og marxistiske traditioner. Visse argumenterer at positiv og negativ frihed i praksis er umulige at skelne fra hinanden, mens andre hævder at den ene form for frihed ikke kan eksistere uden den anden. Et almindeligt argument er at bevarelsen af negativ frihed kræver positiv handling fra et styre eller samfund for at forhindre visse individer i at fratage andre deres frihed.